# Manuel Padilla García
Manuel Padilla García (Marmolejo, Jaén, España, 14 de junio de 1953) es un exfutbolista español que se desempeñaba como centrocampista.

## Clubes
| Club             | País   | Año       |
| ---------------- | ------ | --------- |
| Linares C. F.    | España | 1975-1977 |
| R. C. D. Español | España | 1977-1983 |
| Cádiz C. F.      | España | 1983-1986 |